# Lil' ½ Dead
Lil' ½ Dead (13 de septiembre de 1974) es un rapero estadounidense de Long Beach, California. Su nombre artístico está basado en el personaje Half Dead de la película Penitentiary (1979). Es primo de Nate Dogg y en sus primeros años en la escena del rap era miembro del grupo 213. Acompañó a Dr. Dre en el viaje por toda América en el Chronic Tour de 1993. Su álbum de debut en solitario, The Dead Has Arisen, tiene un sonido similar al G-Funk de Dre y Snoop Dogg.
La canción "Lil Ghetto Boy" (del álbum The Chronic de Dr. Dre) tiene una breve referencia al rapero californiano, al igual que "Fuck You" y "Housewife" del álbum 2001 de Dre. Actualmente, está trabajando en un nuevo álbum.

## Discografía

### Álbumes
- 1994 The Dead Has Arisen (SBA, Priority)
- 1996 Steel on a Mission (PRO, SBA, Priority)

### Sencillos/EP
- "Southern Girl" (1996)
- "Showtime EP" (2004)

### Colaboraciones
- Lil' Bo Peep - Ear Kandy (2004)
- Chag G - Westside Connected
- Welcome To Tha Chuuch Mixtape Vol. 1 (2003)
- Welcome To Tha Chuuch Mixtape Vol. 2 (2003)
- Welcome To Tha Chuuch Mixtape Vol. 3 (2004)
- Welcome To Tha Chuuch Mixtape Vol. 7 (2005)
- Snoop Dogg - Paid Tha Cost To Be Tha Boss ("Ballin'")

### Raros
- Still On A Mission Original Version (de LBC Crew - Unreleased Collection) feat. Snoop Dogg
- Hood Life (de "19th Street LBC Compilation" - C-Style)

- Datos: Q3434671